# 留场就业
留场就业，是指1990年代以前中国劳改、劳教机关对几类特殊的刑满释放人员、解除劳动教养人员依法采取的具有惩罚、补救性质的安置措施。主要包括两类：（1）根据1981年6月10日全国人大常委会《关于处理逃跑或者重新犯罪的劳改犯和劳教人员的决定》而强制留场就业的；（2）建国以来至1981年在各个历史时期根据党和政府制定的刑满释放安置办法而一般留场就业的。
留场就业分为强制留场就业和自愿留场就业2种。

## 分类

### 强制留场就业
强制留场就业是强迫改造表现不好的服刑期满人员、解除劳动教养人员留在劳改、劳教场所就业，继续改造。依据法律规定，家住大中城市的劳改犯和劳教人员，有下列情形之一的，刑满后一律留场就业，不得回原大中城市：(1)劳改犯逃跑后又犯罪的；(2)刑满释放后又犯罪判刑劳改的；(3)劳教人员解除教养3年内犯罪、逃跑后5年内犯罪判刑劳改的（确有改造好的除外）。
1982年，按照《劳动教养试行办法》，劳教人员解教后，原有工作的介绍回原单位，原无工作的回户口所在地的街道进行就业登记，生活确有困难的由当地民政部门给予社会救济，家在农村的介绍回原生产队参加劳动生产。对下列五种人劳教期满后，除确已改造好的外，应注销本人城市户口，强制留场就业；(1)劳教人员解教后，3年内犯罪重新劳动教养的；(2)劳教人员逃跑后，5年内犯罪延长劳教期限的；(3)刑满释放后，又违法犯罪，处以劳动教养的；(4)在劳教场所继续违法犯罪，延长过劳教期限1年的；(5)屡次逃跑，延长过劳教期限1年的。家居农村、小城市和大中城市辖县的劳教人员，解教后不留场就业。解教留场就业已满3年，确实改造好了的，均由劳教所提出意见，报请劳动教养管理委员会审查批准后，返回原住大中城市。

### 自愿留场就业
自愿留场就业是指罪犯刑满释放、劳教人员解除教养时，自愿留在劳改、劳教场所就业。这是自愿留场(厂)就业，专指劳改生产需要的工程技术人员和四级以上技工，经说服动员，本人自愿的，可留场(厂)就业，录用为国家正式职工。通过考核评定相应技术职称和工资等级。他们是劳改、劳教、（留场）就业单位生产、技术骨干的一部分，对发展劳改劳教生产起一定的作用。这是属于社会录用性质的特殊留场(厂)就业。
对于因特殊情况自愿留场(厂)就业的，如无家可归无家可投的，群众和受害人不谅解的，案情特殊本人不愿回家的，应释放而一时放不出去的，暂作临时工对待，条件具备后应放回家或转为工人。自愿留场(厂)就业与强制留(厂)就业在性质上是有区别的，必须在指导思想、管理教育、政治生活待遇等方面，实行区别对待。

## 待遇
由于留场的原因不同，因此，强制留场的和一般留场的在管理和处置办法等方面均有区别。强制留场的，须经省、市、自治区司法厅（局）劳改局审批，并设专场、专队管理，根据考察期的表现决定如何处置。一般留场就业的，在管理上严格区别于犯人，但比一般企业职工要严，工资待遇也低于一般国营企业的工人。